# Динамо (Алмати)
ФК «Дина́мо» Алмати (каз. Динамо футбол клубы) — колишній радянський та казахський футбольний клуб з міста Алмати, заснований у 1937 році та розформований у 1993 році. Виступав у Прем'єр-лізі. Домашні матчі приймав на стадіоні «Динамо».

## Досягнення
- Чемпіонат СРСР (зона 3)
  - Бронзовий призер: 1946
- Чемпіонат СРСР (зона 5)
  - Бронзовий призер: 1937
- Чемпіонат Казахської РСР
  - Чемпіон: 1955
  - Бронзовий призер: 1953
- Кубок СРСР серед команд КФК
  - Володар: 1940.